# Humberto Ivaldi
Humberto Ivaldi (24 de diciembre de 1909 – 9 de marzo de 1947) fue un pintor, docente y artista panameño, considerado el precursor del cromatismo en la plástica nacional y uno de los cuatro grandes pintores del continente americano en su época.
Creció en el barrio de Santa Ana en la Ciudad de Panamá, cursa estudios en la Escuela Nacional de Pintura con el artista Roberto Lewis y rápidamente se convierte en su más destacado discípulo.  Allí obtiene una beca para cursar estudios superiores en la Academia de Bellas Artes de San Fernando en Madrid, donde estudia con maestros como Eduardo Chicharro y Manuel Benedito.  Al estallar la guerra civil en España participa en movimientos políticos y cae preso, pero obtiene su libertad a cambio del cuadro "La sombra avanza".
Entre sus obras más destacadas se encuentran:
- Los Faunos, un cuadro que evoca la mitología griega y que se exhibió en el Museo de Arte Contemporáneo de Panamá
- El Nacimiento de la República, pintura exhibida en el Palacio Municipal Demetrio H. Brid
- El bautizo de la Bandera exhibida en el Palacio Municipal Demetrio H. Brid

## Premios
- Medalla de bronce en la Exposición Mundial de Nueva York
- Primer premio del Concurso Nacional de Pintura con El bautizo de la bandera
- Medalla de oro en la Exposición de la Universidad Interamericana por su cuadro Viento en la Loma